# Apple M8
L'Apple M8 (nom de code Phosphorus) est un coprocesseur dédié aux mouvements, utilisé dans l'iPhone 6, 6 Plus , l'iPod touch de 6e génération et l’iPad Air 2 avec le processeur Apple A8. Il est utilisé dans des applications de fitness ou sportives et d'autres programmes similaires. Il peut surveiller et enregistrer les données des gyromètre, accéléromètre, baromètre et magnétomètre sans réveiller le processeur principal de son mode basse consommation.